# Cameron Dollar
Cameron Dollar (Atlanta, 9 dicembre 1975) è un ex cestista e allenatore di pallacanestro statunitense.

## Palmarès

### Giocatore
- Campione NCAA (1995)